# Ебергард Гайкен
Ебергард Гайкен (нім. Eberhard Heyken, нар. 23 серпня 1935, Агаузен, Третій Рейх — † 15 грудня 2008, Бонн, ФРН) — німецький дипломат. Надзвичайний і Повноважний Посол ФРН в Україні.

## Біографія
Народився 23 серпня 1935 року у місті Агаузен. У 1966 році поступив на дипломатичну службу Федеративної Республіки Німеччина. 
У 1969-1972 рр. — керівник економічної служби Генерального консульства ФРН у Калькутті, Індія;
У 1972-1976 рр. — співробітник відділу преси та внутрішньої політики Посольства ФРН в СРСР;
У 1976-1980 рр. — заступник Голови Групи з політичних питань та СРСР МЗС ФРН;
У 1980-1984 рр. — директор відділу преси та зв'язків із громадськістю Посольства ФРН у Вашингтоні;
У 1984-1989 рр. — керівник групи з політичний питань та СРСР Міністерства закордонних справ  ФРН;
У 1989-1994 рр. — повноважний міністр, заступник голови місії Посольства ФРН в СРСР;
У 1994-1996 рр. — Надзвичайний і Повноважний Посол ФРН у Швейцарії;
З 03.1996 по 09.2000 — Надзвичайний і Повноважний Посол ФРН в Україні.
У 2000-2003 рр. — голова Українсько-німецького форума — організації двостороннього політичного співробітництва.
У 2003-2005 рр. — глава місії ОБСЄ у Мінську. Республіка Білорусь.
20 грудня 2008 — помер в Німеччині.